# Pianeta extragalattico
Un pianeta extragalattico, o esopianeta extragalattico, è un pianeta in orbita attorno a stelle che si trovano al di fuori della Via Lattea. A causa della grande distanza la loro individuazione è molto difficoltosa, e non esistono, al 2024, pianeti extragalattici confermati.

## Pianeta in un quasar
Nel quasar doppio QSO 0957+561A/B, nel 1996 avvenne un fenomeno di microlensing, osservato da R.E. Schild. Venne annunciato che un pianeta di circa 3 masse terrestri fu la causa del fenomeno nella galassia lente, denominata YGKOW G1. Questa osservazione non è comunque ripetibile, in quanto si tratta di un allineamento fortuito avvenuto con una galassia distante 4 miliardi di anni luce.

## Pianeti nella Galassia di Andromeda
Un team di scienziati ha utilizzato le microlenti gravitazionali per una rilevazione preliminare di un esopianeta extragalattico nella Galassia di Andromeda, la grande vicina della nostra Galassia. Con questo sistema pare sia stato individuato, attorno a una stella, un compagno più piccolo con massa solo 6 o 7 volte quella di Giove. Sarebbe il primo pianeta scoperto nella Galassia di Andromeda.

## Candidato pianeta in M51
Nel 2020 un gruppo di astronomi dell'università di Harvard ha pubblicato un articolo sulla possibile scoperta un pianeta extragalattico nella Galassia Vortice (M51). Analizzando i dati di una stella binaria a raggi X, denominata M51-ULS-1, formata da un buco nero o da una stella di neutroni e da una massiccia supergigante blu, gli astronomi sono arrivati alla conclusione che probabilmente nel sistema sia presente anche un pianeta gigante gassoso delle dimensioni di Saturno.